# 岩石学报
《岩石学报》创刊于1985年，是中国大陆基础科学类月刊，编辑部位于北京市。此刊物由中国矿物岩石地球化学学会，中国科学院地质与地球物理研究所主办。
《岩石学报》在2018年被中华人民共和国国家新闻出版广电总局新闻报刊司评为2017年全国“百强报刊”。